# The Voice of Italy (Temporada 5)
La quinta edición de The Voice of Italy se transmitió del 22 de marzo al 10 de mayo de 2018 para un total de ocho episodios, en prime time en televisión en Rai 2 y en la radio en Rai Radio 2. La dirección fue confiada a Costantino della Gherardesca. La ganadora fue Maryam Tancredi, competidor del equipo Al Bano. El programa fue escrito por: Riccardo Sfondrini, Cristiano Rinaldi, Sabrina Mancini, Antonio Losito, Candido Francica, Sonia Soldera, Sergio Carfora, Alessandro D'Ottavi, Gaetano Cappa, Simone di Rosa, Ilaria Perazzo.

## Elenco y promoción
El 29 de enero de 2018 el director de Rai 2 Andrea Fabiano anuncia el regreso del programa dos años después de la última edición. El jurado se renueva por completo con el regreso de J-Ax, ya entrenador en la segunda y tercera edición, y tres nuevos entrenadores: Al Bano, Cristina Scabbia e Francesco Renga.

## Equipo
Referencias
| - Ganador - Segundo lugar - Tercer lugar - Cuarto lugar | - Eliminado en Sing Off - Eliminado en Los KnockOuts - Robado en Las Batallas - Eliminado en Las Batallas - Abandona la competencia |

|               |    | Equipo AlBano    | Equipo Cristina  | Equipo J-Ax        | Equipo Renga    |
| ------------- | -- | ---------------- | ---------------- | ------------------ | --------------- |
| Participantes | 01 | Francesco Bovino | Andrea Butturini | Andrea Tramacere   | Asia Sagripanti |
| Participantes | 02 | Maryam Tancredi  | Alessio Parisi   | Beatrice Pezzini   | Mirko Carnevali |
| Participantes | 03 |                  | Ylenia Aquilone  | Kimberly Madriaga  |                 |
| Participantes | 04 |                  | Elisabetta Eneh  | Antonio Licari     |                 |
| Participantes | 05 |                  |                  | Riccardo Giacomini |                 |
| Participantes | 06 |                  |                  |                    |                 |

## Audiciones a ciegas
Nuevo en esta edición es el mecanismo Bloque, también introducido en la decimocuarta edición del Versión estadounidense del programa. Cada entrenador puede bloquear a uno de sus oponentes, impidiendo que sea elegido por el artista para el cual había presionado el botón "Quiero tú voz". Los entrenadores tienen sólo un Bloque disponible para todas las audiciones a ciegas.
Simbología
Color key

### Primer episodio
En el primer episodio los entrenadores interpretaron A Little Less Conversation de Elvis Presley.
| Orden | Artista                     | Edad | Canción (cantante original)              | Resultado | Resultado | Resultado | Resultado |
| Orden | Artista                     | Edad | Canción (cantante original)              | AlBano    | Cristina  | J-Ax      | Renga     |
| ----- | --------------------------- | ---- | ---------------------------------------- | --------- | --------- | --------- | --------- |
| 1     | Asia Sagripanti             | 19   | Careless Whisper (George Michael)        |           |           |           |           |
| 2     | Andrea Tramacere            | 20   | Cake by the Ocean (DNCE)                 |           |           |           |           |
| 3     | Mirko Carnevali             | 33   | Smells Like Teen Spirit (Nirvana)        |           |           | -         |           |
| 4     | Tekemaya (Francesco Bovino) | 41   | Quizás, Quizás, Quizás (Osvaldo Farrés)  |           | -         | -         |           |
| 5     | Beatrice Pezzini            | 21   | Nessun dolore (Lucio Battisti)           |           |           |           | ✘         |
| 6     | Antonio Della Ragione       | 18   | Dubbi non ho (Pino Daniele)              | -         | -         | -         | -         |
| 7     | Andrea Butturini            | 23   | Dentro Marilyn (Afterhours)              | -         |           | -         |           |
| 8     | Maryam Tancredi             | 18   | È la mia vita (Al Bano)                  |           |           |           |           |
| 9     | Alessio Parisi              | 19   | Impossible (Shontelle)                   | -         |           | -         | -         |
| 10    | Kimberly Madriaga           | 18   | Look at Me Now (Chris Brown)             | -         |           |           |           |
| 11    | Antonio Licari              | 18   | Vedrai, vedrai (Luigi Tenco)             |           |           |           |           |
| 12    | Jasmine Terrell             | 22   | Love Don't Cost a Thing (Jennifer Lopez) | -         | -         | -         | -         |
| 13    | Ylenia Aquilone             | 23   | Addicted to You (Avicii)                 | -         |           | -         |           |

### Segundo episodio
| Orden | Artista            | Edad | Canción (cantante original)             | Resultado | Resultado | Resultado | Resultado |
| Orden | Artista            | Edad | Canción (cantante original)             | AlBano    | Cristina  | J-Ax      | Renga     |
| ----- | ------------------ | ---- | --------------------------------------- | --------- | --------- | --------- | --------- |
| 1     | Elisabetta Eneh    | 31   | Rome Wasn't Built in a Day (Morcheeba)  |           |           |           |           |
| 2     | Riccardo Giacomini | 27   | Can't Hold Us (Macklemore & Ryan Lewis) | -         |           |           | -         |
| 3     | Giuliana Cascone   | 17   | Complicated (Avril Lavigne)             | -         | -         | -         | -         |
| 4     | Antonio Marino     | 35   | Who's Lovin' You (The Miracles)         |           |           |           |           |